# Дудыга
Дудыга (каз. Дудыға) — казахский национальный шумовой ударный музыкальный инструмент.

## Описание
Дудыга имеет необычную форму посоха с шестигранным наконечникам, по которому навязывались нити с прикреплёнными на кончике медными или деревянными бубенцами-колокольчиками. Для достижения большего звукового эффекта внутрь инструмента насыпали сухие горошины или мелкие камушки, при встряхивании которых издавался звук. На верхушке обычно завязывали и прикрепляли различные украшения: шерсть, верёвки и иногда драгоценные камни.
Дудыгу обычно изготавливали из дерева, металла и козьей кожи.
В настоящее время инструмент потерял своё применение. Модель инструмента хранится в Республиканском музее музыкальных инструментов имени Ыкыласа в Алма-Ате.